# 山口繪理子
山口 繪理子 （日语：やまぐち えりこ，1981年—）是一位實業家與手提包設計師，出身自日本埼玉縣埼玉市。

## 經歷
山口繪理子在1981年出生於埼玉県。在就讀小学時，她曾因遭霸凌而一度逃學。在就讀中学時，她學習柔道以保護自己，並因此獲得重生之力量；她在就讀大宮工業高等学校時是「男子柔道部」唯一女性成員，並在全日本少年奧林匹克競賽獲得第7名的成績。高校畢業後，她錄取慶應義塾大学総合政策学部 AO；在就讀大學四年級時，她曾擔任美洲開發銀行實習生。當時，她在網路上以「亞洲最貧窮國家」為關鍵詞搜尋到孟加拉，並對此感興趣；在實際訪問該地後，她見證了當地當時的情況，如貧困和腐敗。隨後，她在孟加拉錄取BRAC發展本科碩士課程研究生；她在進修過程中於三井物產的達卡事務擔任實習生。2006年，她設立株式会社Motherhouse，並就任代表取締役社長。
她曾獲選彭博商業周刊「亞洲最傑出年輕創業家」、施瓦布社會企業家基金會「日本最傑出年輕社會企業家」，以及日經Business「日本最注目百大人物」。
她現在擔任株式会社Motherhouse代表取締役兼首席設計師。

## 經營理念
山口繪理子在實際深入了解政府組織開發援助的方法後感到疑惑，因而在亞洲最貧窮的國家孟加拉的達卡和黄麻材料的產地設立了手提包工廠，並運回日本販賣。

## 社會行動
山口繪理子曾提出捐助書包與孟加拉學童的事業企劃。
2007年11月，她在大型颶風發生時分發毯子、鍋給孟加拉受災地區的民眾。

## 著作

### 日語
- 裸でも生きる--25歳女性起業家の号泣戦記（講談社BIZ、ISBN 978-4-06-282064-6）
- 裸でも生きる2 Keep Walking私は歩き続ける（講談社BIZ、ISBN 4062821230、ISBN 978-4062821230）
- 自分思考（講談社BIZ、ISBN 4062171694、ISBN 978-4062171694）

### 中文
- 以愛創業：即使一無所有也要堅持下去（譯者：黃怡筠、鄭涵壬）（商業周刊紅沙龍、ISBN 9789866032141）

## 演出

### 電視
- 情熱大陸（毎日放送、2008年3月16日）
- グラン・ジュテ 私が跳んだ日（日语：グラン・ジュテ 私が跳んだ日）（NHK教育頻道・NHK衛星第2頻道、2009年10月3日）

## 外部連結
- MOTHERHOUSE(台灣) （页面存档备份，存于）
- MOTHERHOUSE(香港) （页面存档备份，存于）
- MY BEST LIFE ドリームゲートによるインタビュー(日語) （页面存档备份，存于）